# Alfred William Pollard
Pour les articles homonymes, voir Pollard.
Alfred William Pollard est un bibliographe et bibliothécaire britannique né le 14 août 1859 à Londres et mort le 8 mars 1944 à Wimbledon.

## Biographie
Après des études à la King's College School de Londres et au St John's College de l'université d'Oxford, Alfred Pollard rejoint la bibliothèque du British Museum (aujourd'hui la British Library) en 1883, comme assistant au département des imprimés. Il en devient directeur adjoint (assistant keeper) en 1909 et directeur (garde, keeper) en 1919.
Professeur de bibliographie anglaise à l'université de Londres, secrétaire honoraire de la Bibliographical Society (1893-1934), responsable pendant plus de trente ans de la revue The Library (1903-1934), A. W. Pollard est l'auteur avec G.R. Redgrave du Short-Title Catalogue of English Books Printed in England,Scotland, and Ireland, and of English books Printed Abroad, 1475-1640 (Londres, 1926), première tentative de bibliographie nationale, qui préfigure de nombreux travaux actuels.
Il publie sur un grand nombre de sujets touchant à la littérature anglaise. Il a notamment édité des œuvres de Thomas Malory et une collection de « Fifteenth Century Poetry and Prose ». Ses rigoureux travaux sur Shakespeare ont joué un grand rôle dans l'appréhension actuelle de son œuvre.

## Principaux ouvrages

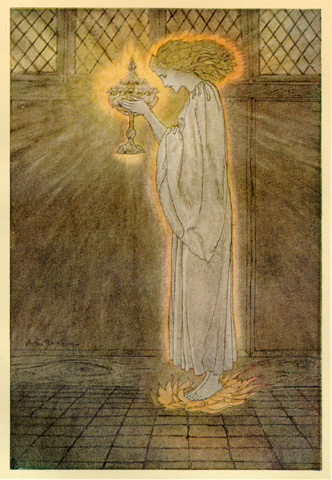
"How at the Castle of Corbin a Maiden Bare in the Sangreal and Foretold the Achievements of Galahad", Illustration d'Arthur Rackham pour The Romance of King Arthur and His Knights of the Round Table (1917), d'Alfred Pollard.

- Records of the English Bible: The Documents Relating to the Translation and Publication of the Bible in English, 1525-1611, London, Oxford University Press, 1911.
- Shakespeare Folios and Quartos: A Study in the Bibliography of Shakespeare's Plays, 1909.
- A New Shakespeare Quarto: Richard II, 1916.
- Shakespeare's Fight with the Pirates, And the Problem of the Transmission of his Text, 1917.
- The Foundations of Shakespeare's Text, 1923.
- Shakespeare's Hand in the Play of Sir Thomas More (with W .W. Greg, Edward Maunde Thompson, John Dover Wilson, and R. W. Chambers), 1923.
- Short-Title Catalogue of English Books Printed in England,Scotland, and Ireland, and of English books Printed Abroad, 1475-1640, London, 1926
- Early Illustrated Books: A History of the Decoration and Illustration of Books in the 15th and 16th Centuries, 1927.
- English Miracle Plays, Moralities and Interludes; Specimens of the Pre-Elizabethan Drama, Oxford, the Clarendon Press, 1927.
- The Trained Printer and the Amateur, and the Pleasure of Small Books, 1929.
- A Census of Shakespeare's Plays in Quarto (with Henrietta C. Bartlett), 1939.